# 主体号
主体号（チュチェごう、しゅたいごう）とは、朝鮮民主主義人民共和国（北朝鮮）が1978年に4両編成1本、1982年に6両編成1本の計10両が製造された電車の通称である。車両名は北朝鮮の社会思想である「主体思想」にちなんでいる。

## 車両概要
北朝鮮の鉄道は、その政策によって8割あまりの路線が1980年代までに電化されていたものの、動力集中方式（機関車方式）が貨客輸送の主体で、動力分散方式を採用した電車は平壌地下鉄など一部を除き、ほとんど見られなかった。その例外といえるのがこの主体号である。
車体側面のコルゲートなど、造形的には当時の社会主義国（特にソ連）の車両を思わせるもので、また技術的にはソ連のER200電車のものだとも言われている。写真から窺える前頭部の形状は他国のボンネット形鉄道車輛のいずれの系統とも似ているとも似てないとも言える独特なものだが、意匠的には初期の塗装が日本国有鉄道の特急電車を思わせるクリームと赤の塗装で、181系電車を意識したものではないかともいわれている。
また、北朝鮮の電化方式は全線が3,000 Vの直流電化であるにもかかわらず、60 Hzの交流25,000 Vにも対応する交直流電車となっていた。これも一説には、統一後の南朝鮮（韓国）側鉄道路線へ乗り入れるつもりがあったためではないか、とされている。
車両は製造後、平壌周辺で試運転が行われたものの、増備や営業運転は行われることがなく放置されていた。
その後、1998年6月23日より、平羅線平壌駅（平壌直轄市） - 裵山店駅（平安南道平城市）間の科学者専用通勤電車として、青と緑の塗り分けに黄帯が入った塗装に変更されて使用されている。2001年に高麗ホテルの上層階から撮影されたと見られる写真では、客用扉の位置を車両中央寄りとした中間車を2両組み込んだ6両編成となっている。
平壌外国文出版社(発行年不明)の広告に掲載された性能上の最高速度は120km/hとされているが、平壌 - 裵山店間約38 kmの運行に1時間近くを要しており（表定速度40 km/h程度）、当初の目的であった『高速電車』としての運行は行なわれていない。

## 主体号を扱った作品、および登場する作品
- 「조선기록영화《우리 수령님》-YouTube」-30:44付近にて1978年製造車が登場している。（作：메아리、2022年10月23日）。
- 「Welcome of Korea (1987) - YouTube」 - 00:28付近にて1982年製造車の走行シーンが登場している。（作：Bits of History、2024年1月18日）。
- 「[조선영화] 생의 흔적 (전편) -Youtube」-（朝鮮2.8芸術映画撮影所大徳山創作団・1989年）。05:38付近にて1982年製造車の走行シーンが登場している。編成中には客用扉位置が変則的な車両が編入されている。(作：KANCC TV、2024年9月4日）。